# Werner Ingold

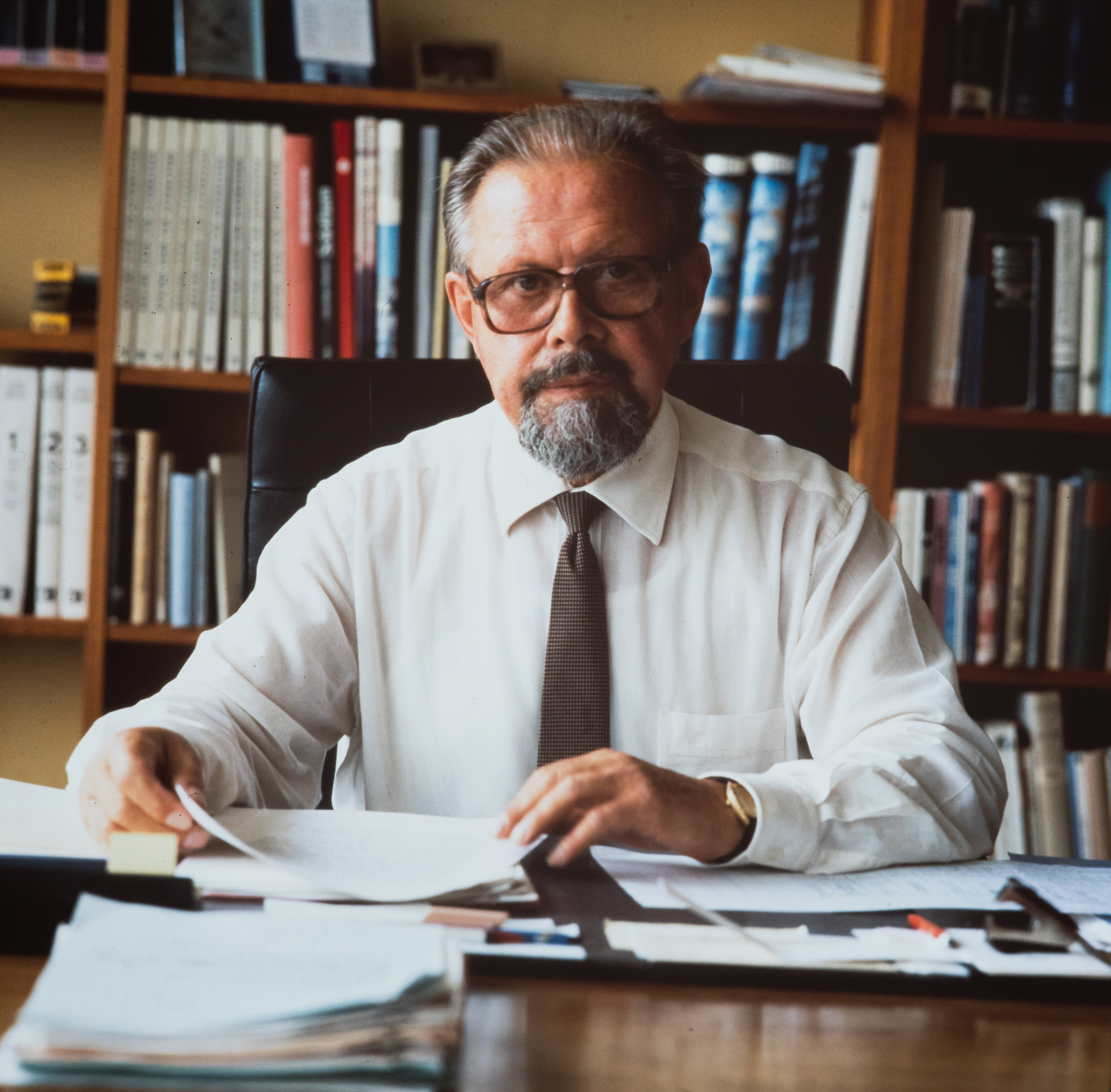
Werner Ingold, 1987

Werner Ingold (* 20. Februar 1919 in Lüterkofen, Solothurn; † 24. Juni 1995 in Uitikon, Zürich) war ein Schweizer Chemiker und Unternehmer.

## Leben

### Jugend (1919–1938)
Werner Ingold wuchs als jüngster von drei Söhnen von Hans und Ida Ingold (geb. Santschi) auf dem väterlichen Bauernhof auf. Er besuchte die Primar- und Bezirksschule im benachbarten Hessigkofen und erlangte an der Kantonsschule Solothurn die Matura.

### Studium und akademische Karriere (1938–1949)
Zwischen 1938 und 1942 studierte er an der ETH Zürich Chemie und erlangte das Diplom als Ingenieur-Chemiker bei Professor Hans Eduard Fierz mit einer Arbeit «Zur Konstitution des Naphtamingelbs». Danach doktorierte er bei Nobelpreisträger Professor Leopold Ružička auf dem Gebiet der organischen Mikroanalyse der Triterpenchemie und schloss 1945 mit der Dissertation «Zur Kenntnis der Oleanolsäure, Glycyrrhetinsäure und der β-Boswellinsäure» ab. Nach der Dissertation blieb er, unterstützt durch ein Stipendium der «Stiftung zur Förderung des akademischen Nachwuchses», am Institut für Organische Technologie der ETH und forschte auf dem organisch-mikroanalytischen Gebiet.
Für die Mikroanalysen während und nach seiner Dissertation verwendete Werner Ingold Glaselektroden zur Titration der organischen Stoffe. Diese Glaselektroden waren zu dieser Zeit bereits bekannt; nach Vorarbeiten von Max Cremer (1906), Fritz Haber und Zygmunt Klemensiewicz (1909) hatten Duncan MacInnes und Malcom Dole (Rockefeller Institute for Medical Research in New York City) pH-sensitive Elektroden entwickelt. Diese waren aber sehr zerbrechlich, die Wandstärke der Membran war nach Einschätzung der Erfinder <0.001 mm dick und während des Zweiten Weltkrieges kaum erhältlich. Entsprechend mussten sie selber im Labor hergestellt werden. Werner Ingold eignete sich autodidaktisch fundierte Kenntnisse über Glas und dessen Verarbeitung an und konnte so viel robustere pH-Elektroden herstellen. Die Entwicklung und Verbesserung von Gläsern zur pH-Messung hatte Werner Ingold bis zum Verkauf seiner Firma persönlich beschäftigt.

### Privat (1949–1995)
1966 wurde Werner Ingold Active Life Member of The New York Academy of Sciences.
Werner Ingold heiratete 1962 Irene Ingold (geb. Martin). Das Paar hatte drei Kinder. Die Familie zog 1969 von Zürich nach Uitikon-Waldegg. Nach dem Verkauf der Ingold AG erwarb Werner Ingold das Hotel «Haus Paradies» in Ftan im Unterengadin und plante und finanzierte die Modernisierung der Hotelanlage.
Am 24. Juni 1995 starb Werner Ingold in Uitikon-Waldegg.

## Firmengründung und Entwicklung (1948–1986)
1948 begann Werner Ingold zunächst als Einmannbetrieb an der Huttenstrasse 24 in Zürich Glaselektroden zur pH-Messung herzustellen. Bevor er sich aber ganz der Kommerzialisierung der pH-Elektroden widmete, baute er 1949–1950 bei Imperial Chemical Industries (ICI) Plastics Division in Welwyn Garden City, Hertfordshire (UK) ein mikroanalytisches Laboratorium auf.
Ab 1950 trieb Werner Ingold den Aufbau der Fabrikation von Messgebern zur pH-Wert-Messung in Zürich voran. 1952 kamen die ersten angestellten Mitarbeiter hinzu. Im selben Jahr gründete er die Dr. W. Ingold GmbH in Frankfurt am Main (1960 in die Dr. W. Ingold KG umgewandelt). 1954 wandelte er die Zürcher Einzelfirma in eine Aktiengesellschaft um, in die Dr. W. Ingold AG.
In den frühen 1950er-Jahren gelang mit der Erfindung der Einstabmesskette, einer kombinierten pH-Glas- und Bezugselektrode, der entscheidende Schritt zum Aufstieg zu einem weltweit führenden Unternehmen auf dem Gebiet der pH-Messung. Schon früh erkannte Werner Ingold den Bedarf an hochwertigen und widerstandsfähigen pH-Elektroden in der Biotechnologie, z. B. zur Herstellung von Penicillin, wo sämtliche Sensoren und Armaturen unter hohen Temperaturen und Drücken sterilisiert werden müssen. Deshalb wurde bei der Entwicklung neuer pH-Elektroden viel Augenmerk auf die Robustheit und eine schnelle Ansprechzeit der Sensoren in anforderungsreicher Umgebungen gelegt (wichtig sind stabiler Nullpunkt und Steilheit bei 130 °C und 25 atü). Die Marken Argenthal (hohe Temperaturen, hohe Drücke), Equithal (Kompensation der Temperaturunterschiede) und Xerolyt (ohne Druckkompensation) kamen auf den Markt. Robuste pH-Elektroden wurden auch in der chemischen Industrie geschätzt. Zudem wurden Mikro-, Einstich- und Oberflächen-Elektroden für Anwendungen im Nahrungsmittelmarkt entwickelt und kommerzialisiert.
Bereits ab 1955 entwickelte die Firma Armaturen zur Einführung der Sensoren in Verrohrungen und Tankanlagen der Kunden, um die Anwendung der Sensoren im industriellen Umfeld zu erlauben. In den 1970er- und 1980er-Jahren wurden auf Basis der pH-Elektroden auch Sensoren zur Messung von verflüssigtem Sauerstoff und Kohlendioxid sowie ionen-selektive Sensoren (z. B. für Ammonium und Nitrat) entwickelt. Um das Angebot zu komplettieren, wurde auch Messelektronik von Drittanbietern verkauft.
Die Firma zog in Zürich mehrfach um (1956 von der Huttenstrasse 24 an die Pfluggasse 6 und 1961 an die Scheuchzerstrasse 71). Schliesslich wurde 1974 in Urdorf ein eigenes Produktionsgebäude gebaut und bezogen. Zusammen mit Thomas A. Rosse von Instrumentation Laboratory Inc. gründete Werner Ingold 1966 das Joint Venture «Ingold Electrodes Inc.» in Andover (Massachusetts) (USA), für die Produktion und den Vertrieb auf dem amerikanischen Markt. 1970 wurde in Paris das Verkaufs- und Servicebüro «Ingold Technique» für den französischen Markt eröffnet, und 1978 wurde das mittlerweile internationale Unternehmen mit der Eröffnung der Produktionsstätte «Ingold Industria e Commercio Ltda.» in Sao Paulo, Brasilien, erweitert.
Während Werner Ingold als Leiter Technik und als Vorsitzender des Verwaltungsrats und der Geschäftsleitung den Aufbau des Produktsortimentes vorantrieb war René Baumann als Leiter Vertrieb, als Verwaltungsrat und Mitglied der Geschäftsleitung für den kommerziellen Aufbau und das internationale Verkaufsnetzwerk verantwortlich. Der Verwaltungsrat wurde durch Hans Hüssy komplettiert. Mitte der 1980er-Jahre hatte das Unternehmen rund 200 Mitarbeiter und belieferte Kunden in 44 Ländern.
1986 verkaufte Werner Ingold die Firma an Mettler Instruments AG, die sich zu diesem Zeitpunkt im Besitz der Ciba Geigy befand. Das Geschäft wurde weitgehend unverändert unter der Leitung René Baumanns weitergeführt und entwickelte sich im neuen Umfeld gut. Heute bildet die PO Ingold einen prosperierenden Geschäftsbereich innerhalb der Mettler-Toledo-Gruppe.